# Sankt Paulus av Korsets kyrka
Sankt Paulus av Korsets kyrka är en kyrkobyggnad i Göteborgs kommun. Den är församlingskyrka i Sankt Paulus av Korsets katolska församling i Angered, Stockholms katolska stift.

## Kyrkobyggnaden
Kyrkan uppfördes efter ritningar av arkitekterna Pierre der Hagopian och Josef Bandi. Kyrkan invigdes den 2 februari 1990 av biskop Hubertus Brandenburg.